# Pleš (Słowenia)
Pleš – wieś w Słowenii, w gminie Žužemberk. W 2018 roku liczyła 13 mieszkańców.